# Grete Stückgold

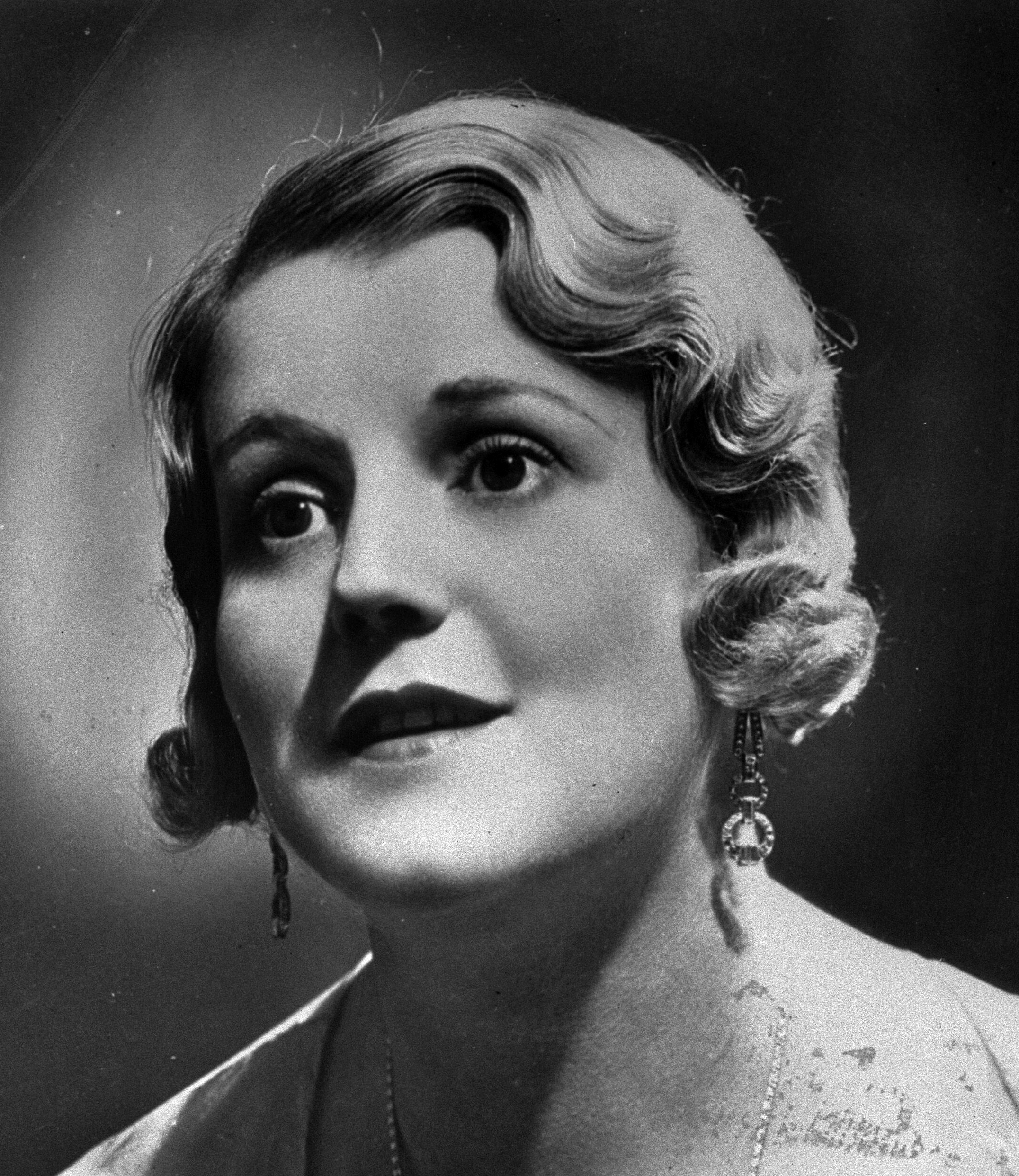
Grete Stückgold

Grete Stückgold (geboren 6. Juli 1895 in London als Grete Schneidt; gestorben 15. September 1977 in Falls Village, Connecticut) war eine deutsch-englisch-amerikanische Opernsängerin (Sopran).

## Leben
Grete Schneidt wurde als Tochter des Ludwig Schneidt, Direktor der Norddeutschen Seekabelwerke, und einer Engländerin in London geboren und wuchs in Nordenham und London auf. Mit sechzehn Jahren hatte sie ihr Konzertdebüt in Bremerhaven. Sie kam 1913 nach München, um Gesang bei Jacques Stückgold (1877–1953) zu studieren. Die beiden heirateten im Oktober 1917 in Bochum und bekamen die im Oktober 1918 in München geborene Tochter Eva; die Ehe wurde 1928 geschieden. Im März 1929 heiratete Grete in New York den Bariton Gustav Schützendorf (1883–1937).
Schneidt debütierte 1915 in Nürnberg und begann als Grete Stückgold eine Karriere als Konzert- und Oratoriensängerin. Sie nahm als erste zwei Lieder von Gustav Mahler für die Schallplatte auf, Wer hat dies Liedlein erdacht? und Ich ging mit Lust aus Des Knaben Wunderhorn.
1922 erhielt sie eine erste Rolle an der Städtischen Oper Berlin, von 1926 bis 1929 war sie dort fest engagiert, und gastierte 1926 erstmals in Dresden, 1927 im Royal Opera House in Covent Garden und am Gran Teatre del Liceu in Barcelona.
Am 8. Juni 1929 sang sie an der Kroll-Oper die Laura in der Uraufführung von Neues vom Tage von Paul Hindemith unter der Leitung von Otto Klemperer.
Ihr Debüt an der Metropolitan Opera (The Met) gab sie 1927 mit der Eva in Die Meistersinger von Nürnberg, Gustav Schützendorf war dort der Beckmesser. In der Folge war sie bis 1939 in acht Spielzeiten mit unterschiedlicher Intensität an der Met engagiert und sang zunächst Octavian und dann die Partie der Marschallin im Rosenkavalier, die Agathe in Der Freischütz. Weitere Partien an der MET waren Aida, die Elisabeth im  Tannhäuser, Sieglinde in der Walküre und die Elsa im Lohengrin.
In den USA gastierte sie auch in San Francisco, Philadelphia und Chicago. Sie lebte später in New York – wohin auch ihr Ex-Ehemann vor der nationalsozialistischen Verfolgung fliehen musste. Sie gab noch Gesangsunterricht am Bennington College. Da sie ihr Met-Publikum aus den 1930er Jahren überlebt hatte, war sie aber längst vergessen, als sie 82-jährig in einem Altersheim in Connecticut starb.